# Rabalina
Rabalina – wieś w Polsce położona w województwie podlaskim, w powiecie suwalskim, w gminie Raczki.
| SIMC    | Nazwa       | Rodzaj    |
| ------- | ----------- | --------- |
| 1013683 | Podrabalina | część wsi |
| 1013789 | Zagóra      | część wsi |

W latach 1975–1998 miejscowość administracyjnie należała do województwa suwalskiego.